# Pediasia numidellus
Pediasia numidellus là một loài bướm đêm trong họ Crambidae.